# Nick Cordero
Pour les articles homonymes, voir Cordero.
Nicholas Eduardo Alberto Cordero dit Nick Cordero, né le 17 septembre 1978 à Hamilton (Ontario) et mort le 5 juillet 2020 à Los Angeles (Californie), est un acteur canadien.

## Biographie
Nick Cordero a grandi à Hamilton (Ontario). Il est révélé dans des séries télévisées comme New York, unité spéciale ou encore Blue Blood.

### Filmographie

#### Télévision
- 2015 : New York, unité spéciale : Robby Marino (saison 17, épisode 8)
- 2019 : New York, unité spéciale : Anthony Marino (saison 21, épisode 2)

## Vie privée
Le 3 septembre 2017, il se marie à Amanda Kloots. Ils ont un fils, Elvis Eduardo Cordero, né le 10 juin 2019. 

## Mort
En avril 2020, souffrant de la maladie à coronavirus 2019, il est hospitalisé au Centre médical Cedars-Sinaï à Los Angeles où un risque de gangrène oblige les médecins à lui amputer la jambe droite,. Il meurt des complications de la maladie le 5 juillet 2020 après plus de trois mois d'hospitalisation.